# Siren (Wisconsin)
Siren is een plaats (village) in de Amerikaanse staat Wisconsin, en valt bestuurlijk gezien onder Burnett County.

## Demografie
Bij de volkstelling in 2000 werd het aantal inwoners vastgesteld op 988. In 2010 is het aantal inwoners door het United States Census Bureau geschat op 806, een daling van 182 (-18,4%).

## Geografie
Volgens het United States Census Bureau beslaat de plaats een oppervlakte van 3,0 km², waarvan 2,9 km² land en 0,1 km² water.

## Geschiedenis
Omstreeks de vroege 19de eeuw werd de regio bewoond door Franse en Ojibwa bonthandelaars.
Zweedse immigranten vestigden zich in de regio van wat nu bekend is als Siren in de jaren 1880. De meerderheid van deze immigranten waren leden van de Evangelische Covenant Kerk. Het eerste postkantoor werd gebouwd in 1895, ongeveer 1,6 km ten westen van het huidige postkantoor. De eerste postmeester was Charles F. Segerstrom wiens huis ook het postkantoor was. Zijn huis was omringd door lelies (die ook vandaag nog in overvloed aanwezig zijn). Segstrom opperde "Syren", het Zweedse woord voor "lelie", als plaatsnaam voor de regio. Waarschijnlijk dacht men dat Segstrom's spelwijze van het woord fout was, waardoor men "Siren" als plaatsnaam heeft opgeschreven.
In 1912 werd het stadscentrum opgeschoven richting de sporen van de Soo Line Railroad, die uitgebreid was richting Duluth, Minnesota. Deze treinsporen werden later verwijderd, maar de restanten van het pad zijn gebleven als recreatiezone beter bekend als de Gandy Dancer Trail, een populaire route voor wandelaars, fietsers en sneeuwmobielbestuurders.
Op 18 juni 2001 trok een tornado door het centrum van Siren en veroorzaakte daarbij grote schade: er vielen drie dodelijke slachtoffers, 175 gebouwen waren vernield en vele gebouwen waren beschadigd. Sinds de tornado is de stad heropgebouwd in de architectuur die de geschiedenis van Siren respecteert en reflecteert.

## Plaatsen in de nabije omgeving
De onderstaande figuur toont nabijgelegen plaatsen in een straal van 32 km rond Siren.

## Afkomstig uit Siren
- Molly Engstrom, Amerikaans ijshockeyspeelster tijdens de Olympische spelen van 2006 and 2010.